# Mardż Ujun
Mardż Ujun, Jedaidat Marjayoun, Marjayoun, Marj Ayyun (arab. مرج عيون; pol. Równina Źródeł) – miasto w Libanie, centrum administracyjne dystryktu Kada Mardż Ujun, zamieszkiwane w większości przez ludność chrześcijańską (prawosławnych, maronitów i grekokatolików), a także druzów i muzułmanów.

## Historia
W czerwcu 1179 roku muzułmańskie wojska Saladyna pokonały pod Mardż Ujun armię króla jerozolimskiego, Baldwina IV.